# Drapelul Găgăuziei
Drapelul Găgăuziei (în găgăuză Gagauz Yerin bayraa) este actualul steag al republicii autonome UTA Găgăuzia din sudul Republicii Moldova.
Drapelul reprezintă o pânză dreptunghiulară din trei fișii colorate, așezate orizontal în ordinea următoare de sus în jos: albastră (azurie) – 60 procente din lățimea drapelului, albă și roșie – cîte 20 procente din lățimea drapelului. Pe fundalul albastru, într-un triunghi echilateral, sînt așezate trei stele galbene (aurii) în cinci colțuri.
Legea privind statutul juridic special al Găgăuziei permite utilizarea unei versiuni simplificate a steagului prin utilizare non-guvernamentală (de exemplu, personală și comercială).

## Vezi și
- Stema Găgăuziei